# ロバート・フィーク
ロバート・フィーク（英語: Robert Feke、1705年頃 - 不詳）は、 アメリカ合衆国の植民地時代の肖像画家である。1740年代にボストンなどで裕福な商人や地主の家族の肖像画を描いた。

## 生涯
ニューヨーク州ナッソー郡のオイスター・ベイに生まれた。祖父母に、ロバート・フィーク（Robert Feake: c.1602-c.1661、1630年にニューイングランドに入植）や、エリザベス・フォンズ (Elizabeth Fones: 1610-c.1673、マサチューセッツ湾植民地知事ジョン・ウィンスロップの息子の未亡人、1633年ころ祖父ロバートと再婚)がいる。
初期の経歴はあまり分かっておらず、ごく短期間測量士として働いたのち、その後船員になったとされる。航海記録も残っておらず、フィーク家に残る伝承によれば、捕虜となりスペインに抑留されていたこともあるという。
フィークは1741年にボストンに移ってきたが、それ以前の現存作品は子供の肖像画が1点残るのみである 。同年、地主・政治家の『アイザック・ロイヤル（Isaac Royall Jr.）と家族の肖像画』を描いた。この作品の構図には、先輩画家ジョン・スマイバートの作品『バミューダ一族』の影響が見られる。
フィークは1741年から1750年にかけてボストン、ロング・アイランドのニューポート、フィラデルフィアで暮らし、裕福な商人や地主の肖像画を描いた。
1742年、エレノア・コズンズ（Eleanor Cozzens）と結婚した。この時期、架空人物の肖像画『パメラ・アンドリューズ（Pamela Andrews）』が完成した。この絵は、作家サミュエル・リチャードソンの小説に出てくるヒロインを描いたもので、モデルは妻か妹と推測される。
1746年にフィラデルフィアを旅行し、ここで法律家『テンチ・フランシス（Tench Francis）』やその妻の肖像画を描いた。
1748年に再びボストンを訪れ、ここで数点作品を残した。代表作は軍人『サミュエル・ウォルドー』を描いた肖像画で、この作品はフィーク唯一の全身肖像画である。
フィークの最晩年や最期については記録がなく、1751年8月26日に妻の弟の結婚式に出席した記録が最後であるという。フィークの初期の伝記では、カリブ海のバルバドスやバミューダで亡くなったとするものがあるが不確かな記述とされる。（1752年にRichard Feke なる人物がバルバドスで死亡した記録があるが、フィークのことを指すかは不明）
現在、約60点のフィークの絵画が現存しており、そのうち12点に署名と日付が付けられている。20世紀後半の美術史家リチャード・サンダース（Richard Saunders）は、「アメリカにおける肖像画の歴史において一定の役割りを果たした画家」と評している。

## 作品

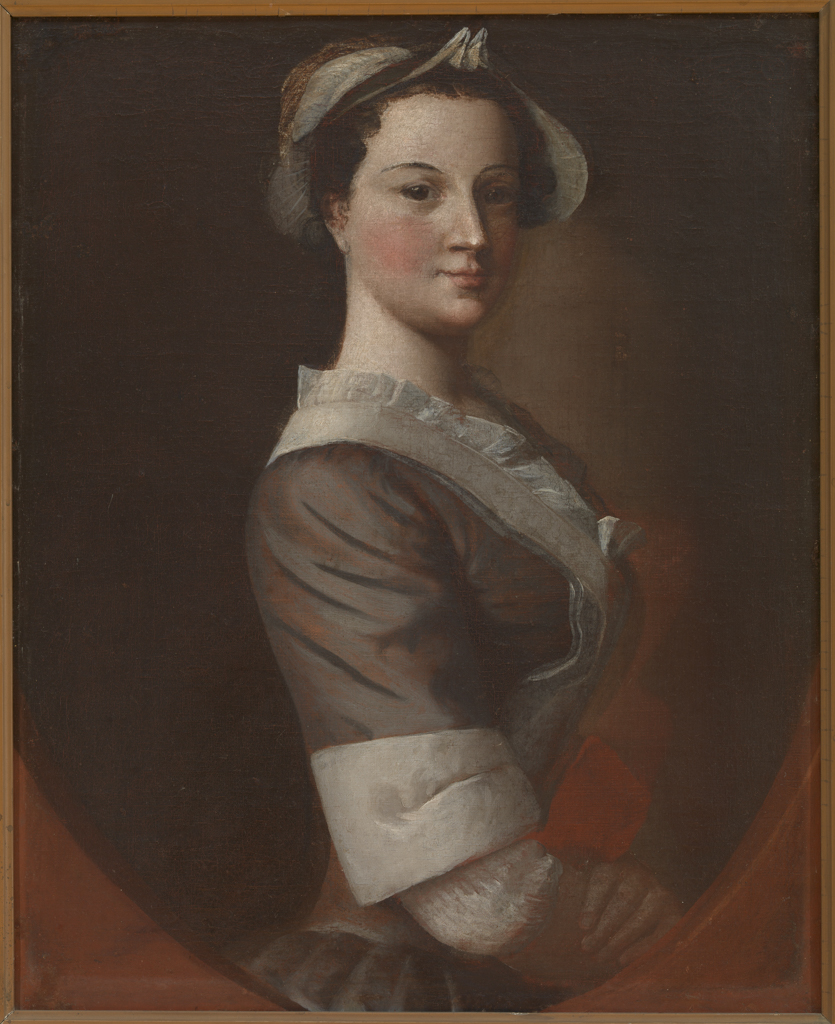
パメラ・アンドリューズ（1741-1742年頃の作品）
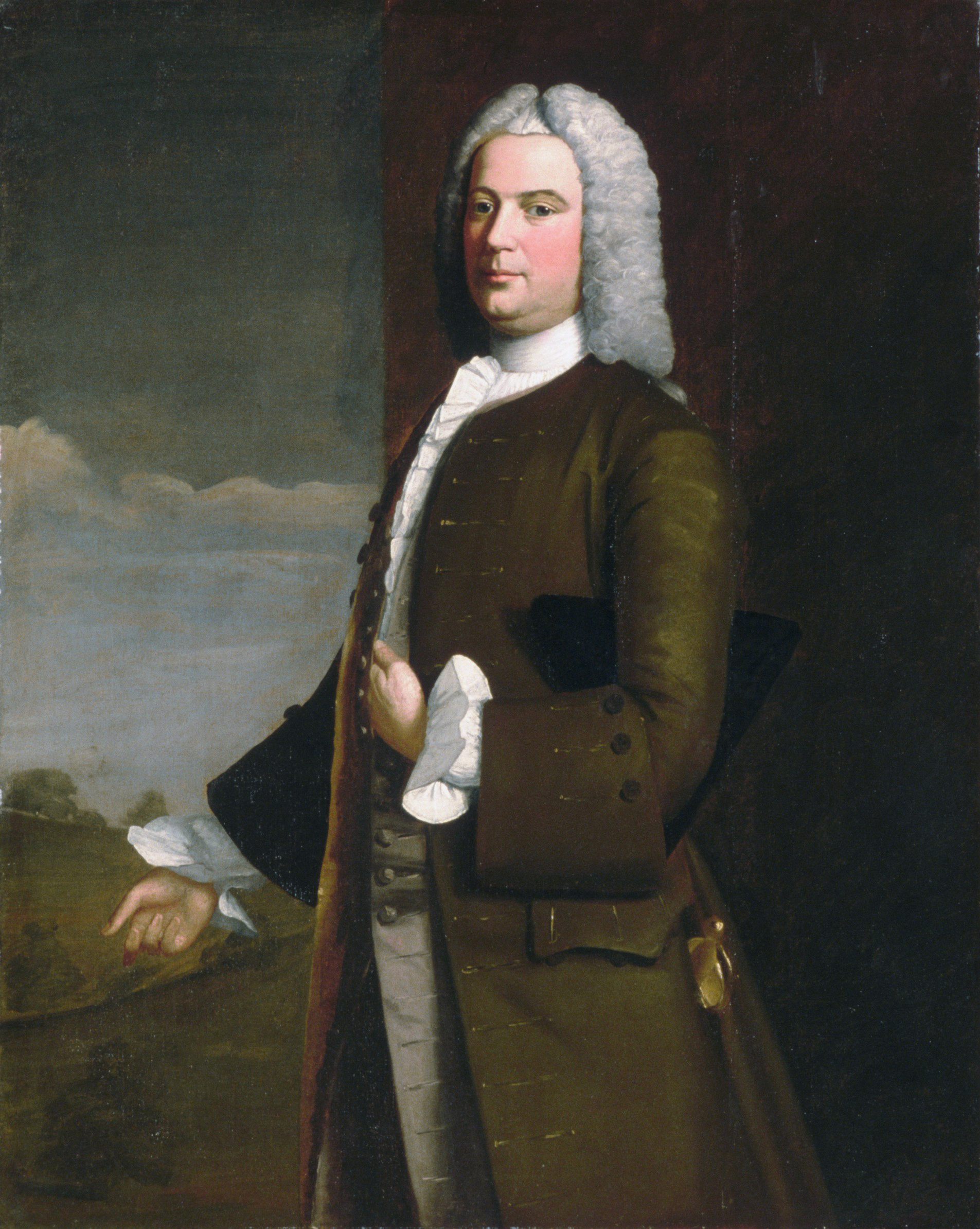
法律家テンチ・フランシス（Tench Francis Sr.）の肖像画 （1746年） メトロポリタン美術館
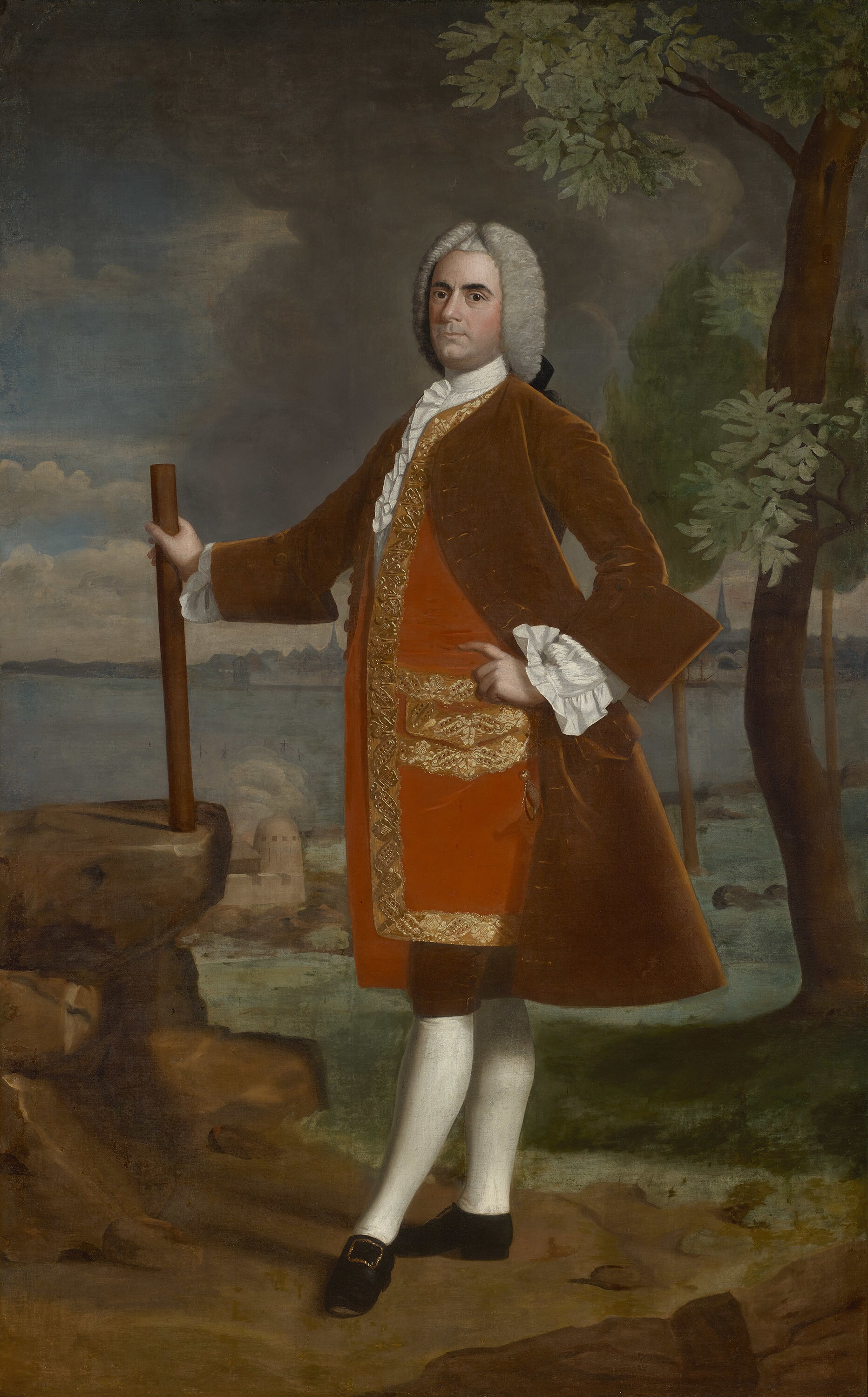
サミュエル・ウォルドー准将（英語版）（1748年） ボウディン大学収蔵。
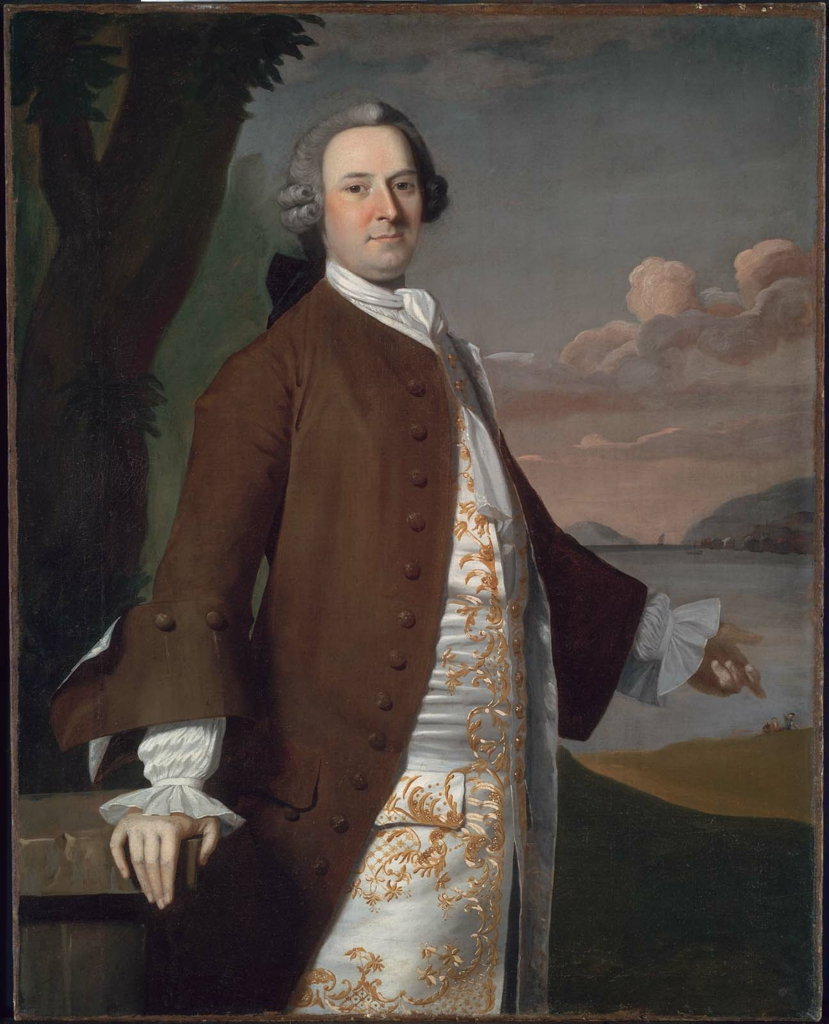
Isaac Winslowの肖像画 (c.1748) ボストン美術館
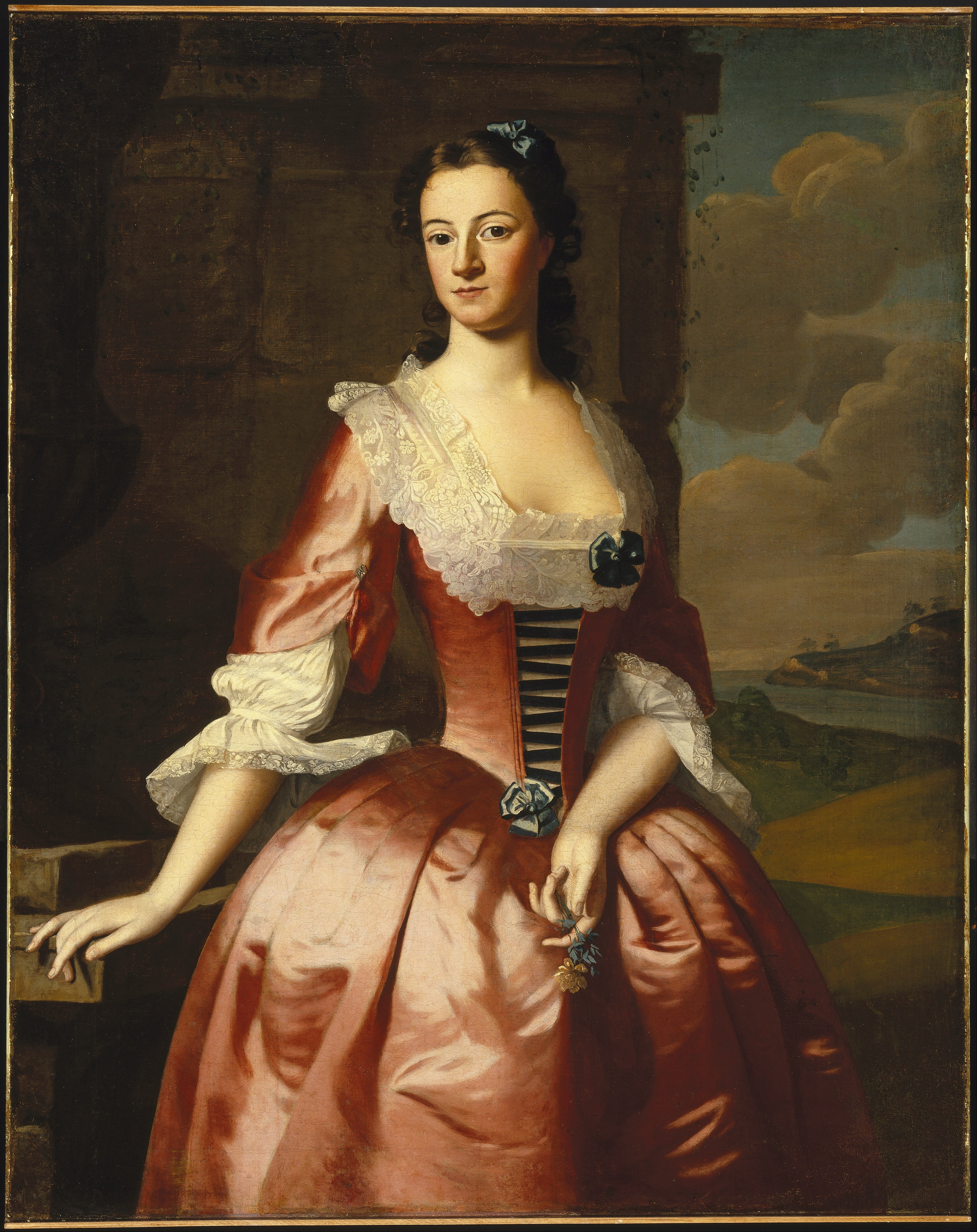
女性の肖像画 (1748) ブルックリン美術館
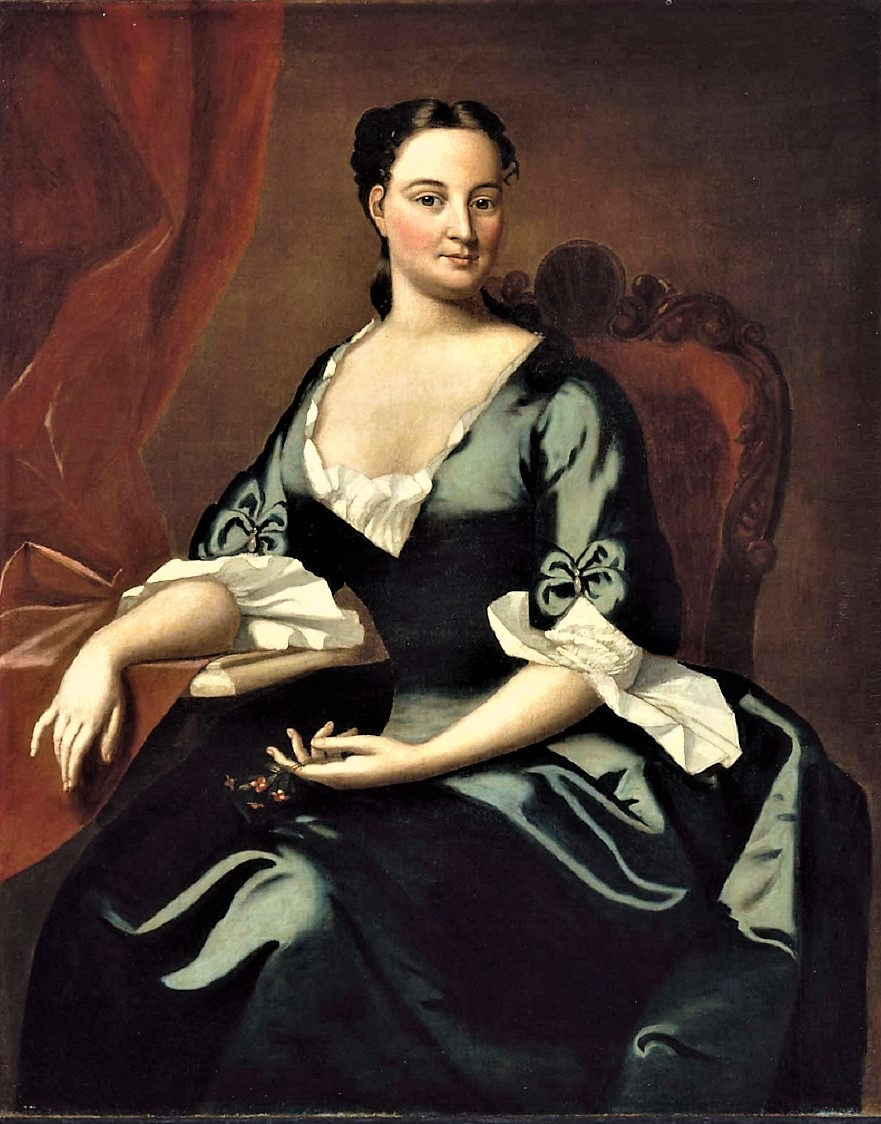
Mary Channingの肖像画 (1747/1749) ボストン美術館